# Pałac Królewski w Aranjuez
Pałac Królewski w Aranjuez (hiszp. Palacio Real de Aranjuez) – jedna z oficjalnych królewskich rezydencji hiszpańskiej monarchii mieszcząca się w Aranjuez w prowincji Madryt.
Pałac w Aranjuez wraz z ogrodami i miastem znajduje się na liście światowego dziedzictwa UNESCO.

## Historia
Pałac został wybudowany na resztkach klasztoru, którego teren został w XVI wieku zakupiony przez hiszpańskiego króla. Ze względu na atrakcyjne położenie na zakręcie Tagu, w następnych wiekach powstała tu jedna z letnich rezydencji rodziny królewskiej, której coroczne przeprowadzki były wielkim przedsięwzięciem. Historia budowy pałacu jest bardzo długa, ponieważ ciągle był powiększany i przebudowywany.
Budowę pałacu rozpoczęto około 1560 r. z inicjatywy króla Filipa II, który zlecił budowę Juanowi Bautiście de Toledo. Prace kontynuował Juan de Herrera, który uczestniczył także w budowie klasztoru Escorial. Końcowym efektem prac budowlanych przy pałacu była czteroskrzydłowa budowla renesansowa, otaczająca wewnętrzny dziedziniec. W następnych latach systematycznie dokonywano większych lub mniejszych zmian. W XVIII wieku na zlecenie króla Filipa V przebudowano pałac na wielką barokową rezydencję z nowym wystrojem. Również park pałacowy uzyskał wtedy swój obecny wygląd. Karol III dobudował w 1778 r. dwa dodatkowe skrzydła, które nadały pałacowi obecną postać i utworzyły dziedziniec honorowy, przed którym znajduje się owalny plac pałacowy.
Zamek posiada okazały wystrój wnętrz, a największymi jego atrakcjami jest salon porcelanowy, sala tronowa i kaplica pałacowa. Zachowały się również pokoje reprezentacyjne i prywatne rodziny królewskiej. Pałac jest udostępniony dla zwiedzających, ponieważ w jego niektórych częściach mieści się muzeum. Pałac jest też centralnym punktem ciążącego ku niemu miasta.

## Ogrody pałacowe
Pałac Królewski w Aranjuez jest znany ze swych ogrodów. Wody Tagu i Jaramy są dominującym elementem kształtującym ich krajobraz. Barokowy park zachował się do dziś w swoich ogólnych zarysach i jest podzielony na różne części. Ogród Księcia (Jardín del Principe) leży bezpośrednio na brzegu rzeki, a Ogród Wyspowy na sztucznej wyspie. Park jest ozdobiony dziesiątkami fontann, rzeźb i rabat kwiatowych, a mały pawilon chiński zaspokaja zapotrzebowanie na egzotykę.
W  parku mieści się też trójskrzydłowy pałacyk nazywany Casa del Labrador wybudowany przed 1803 rokiem przez Karola IV. Znajduje się w nim duży zbiór porcelany i historycznych zegarów.

## Galeria

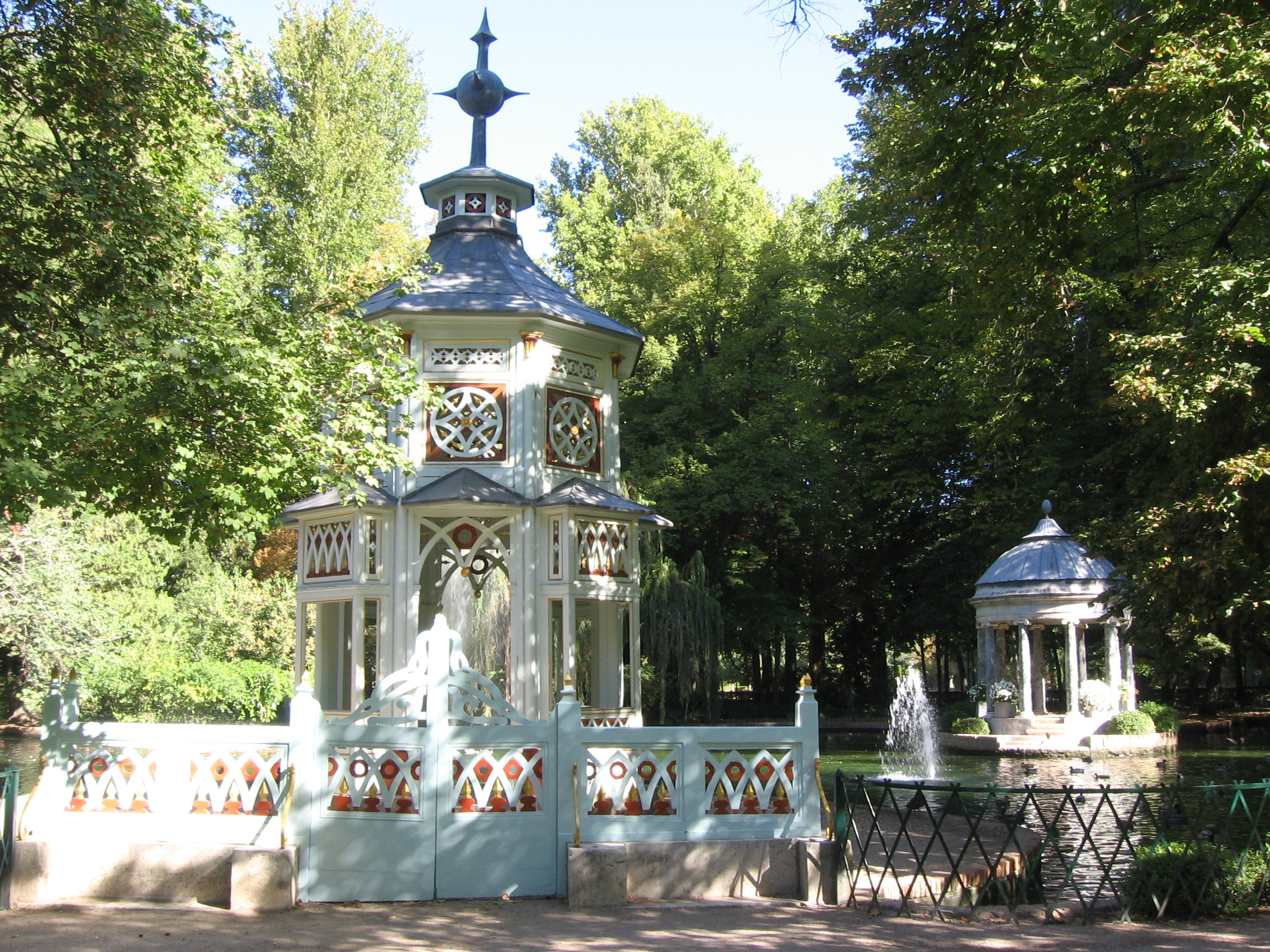
Chiński pawilon w parku
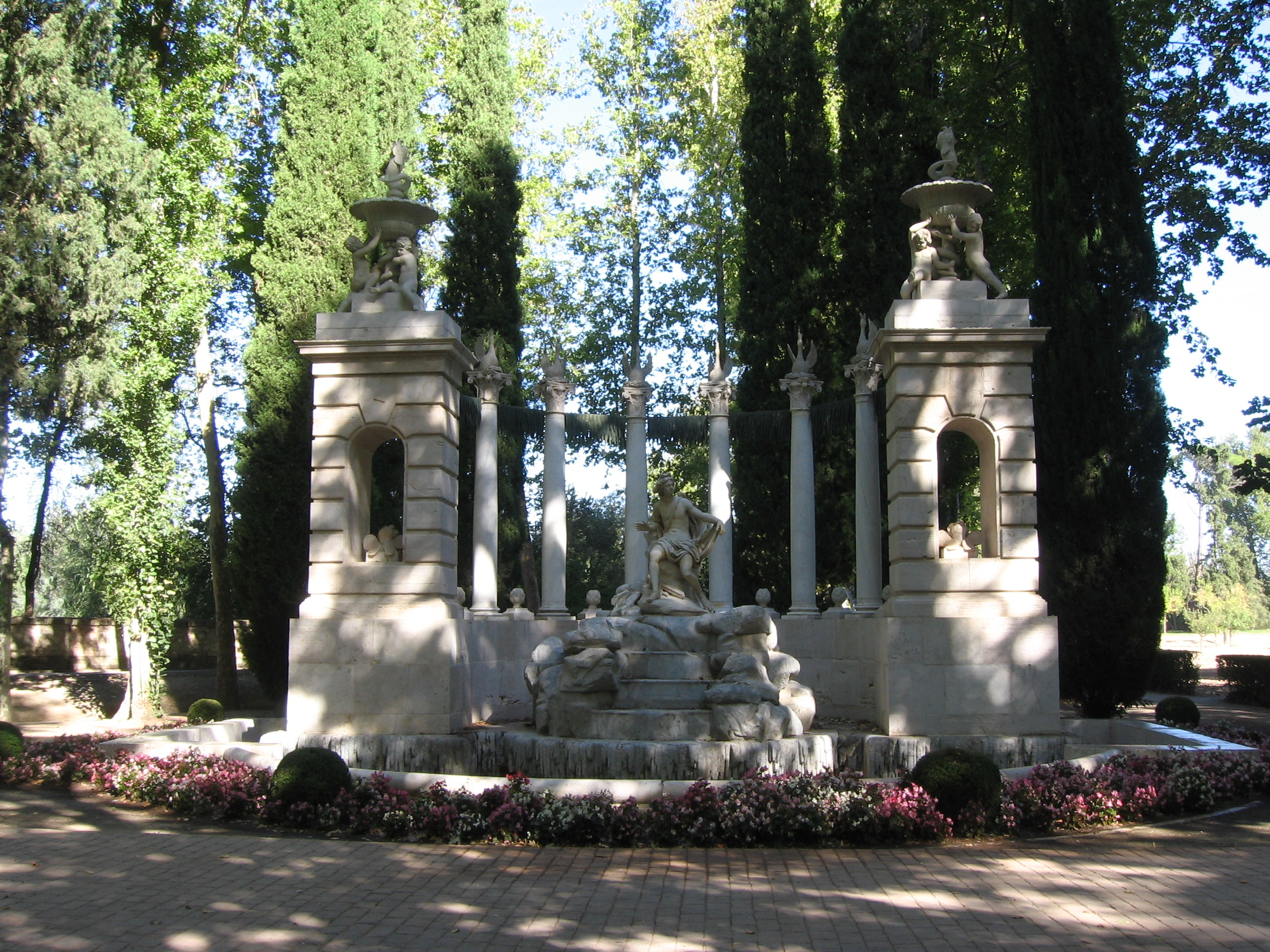
Fontanna Apollina w parku
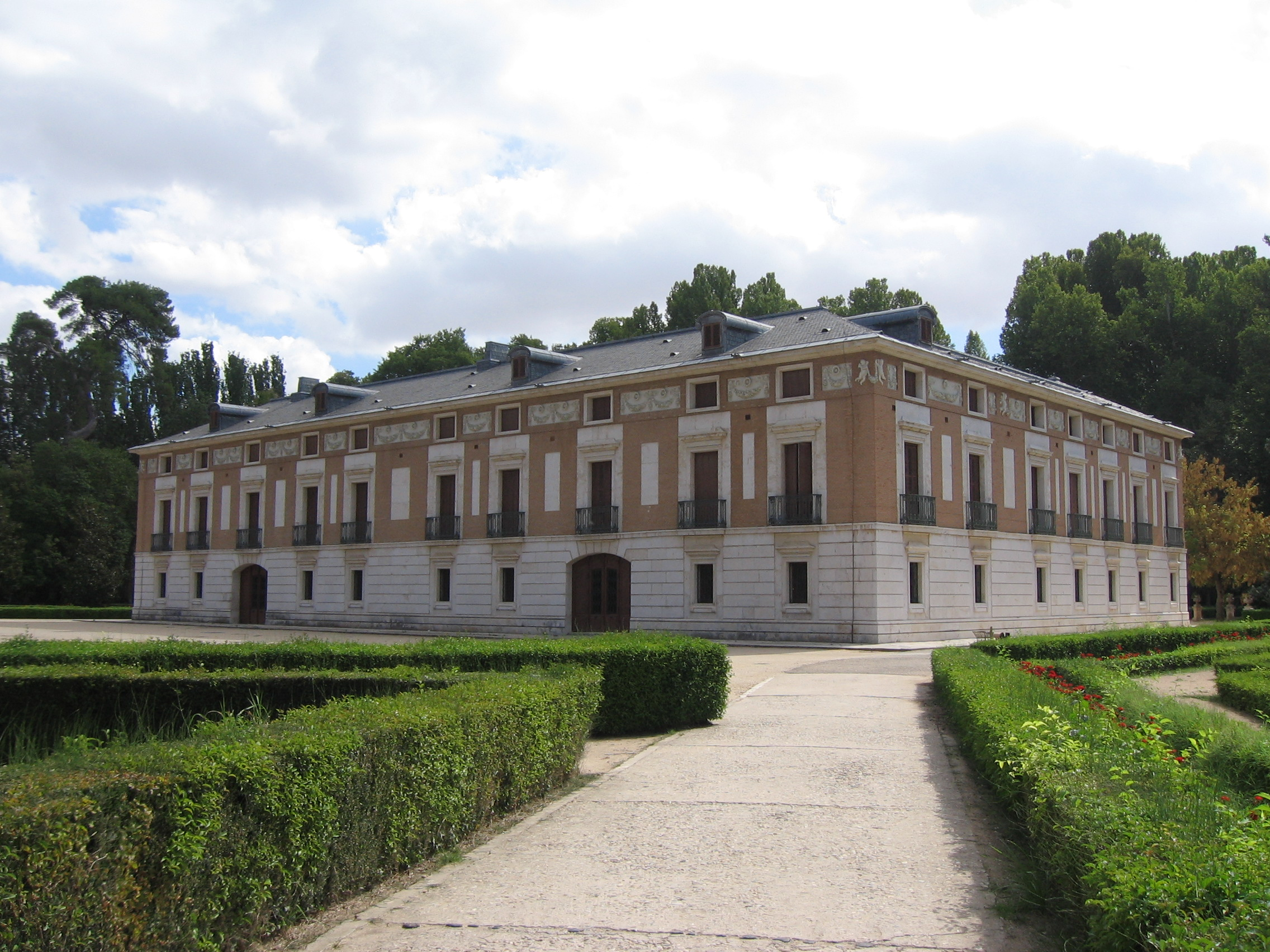
Casa del Labrador

## Wpływ na kulturę
Scena otwarcia dramatu Don Carlos Friedricha Schillera rozgrywa się w pałacu Aranjuez. Zespół pałacowy zainspirował hiszpańskiego kompozytora Joaquína Rodrigo do skomponowania Concierto de Aranjuez.

## Literatura
- Juan A. Hernández Ferrero: Palacios reales del Patrimonio Nacional. Editorial Lunwerg, Barcelona 1997, ISBN 84-7120-218-2. 
  - niemieckie tłumaczenie: Spanische Königspaläste. Zeugnisse einer Nationalgeschichte. Könemann, Köln 1999, ISBN 3-8290-2231-X.